# Snowboard adaptado
El snowboard adaptado es un deporte derivado del snowboard, practicado por personas con discapacidad física, visual e intelectual. Está regulado por el Comité Paralímpico Internacional. Forma parte del programa paralímpico desde la edición de Pyeongchang 2018.